# NGC 1087
إن جي سي 1087 مجرة حلزونية متداخلة أو متوسطة وهو تصنيف وسطي بين المجرات الحلزونية غير المنتظمة والمجرات الحلزونية الضلعية. تقع إن جي سي 1087 في اتجاه كوكبة قيطس على بعد 80 مليون سنة ضوئية 25 مليون فرسخ فلكي ويبلغ قطرها حوالي 86800 سنة ضوئية
الشريط المركزي لمجرة إن جي سي 1087 صغير جدا مع العديد من الميزات غير النظامية في القرص المحيطة بالمواد. (مطلع مستقيم 02 46 25.2, ميل -00 29 55) اكتشفت في (9 أكتوبر عام 1785) من قبل ويليام هيرشيل. 1995V مستعر أعظم نوع 2 الوحيد الذي تم رصده في مجرة إن جي سي 1087.